# San Antonio de Itatí
San Antonio de Itatí ist die Hauptstadt des Departamento Berón de Astrada in der Provinz Corrientes im Nordosten Argentiniens. Zwischen 1910 und 2013 hieß die Gemeinde wie das Departamento Berón de Astrada.
In der Klassifizierung der Gemeinden in der Provinz Corrientes zählt San Antonio de Itatí zur 2. Kategorie.